# Грчка митологија (ТВ серија)
Грчка митологија је француско-канадско телевизијска анимирана серија, која се састоји од препричаних популарних грчких митова, прилагођених млађој публици. Две сезоне су направљене од 1998. до 1999, али су се репризирале до 2000. године. У Србији и Црној Гори и Босни и Херцеговини се приказивала на Хепи ТВ од 2004, синхронизована на српски језик. Синхронизацију је радила Хепи ТВ.

## Богови

### Изглед
Ова серија је позната по несвакидашњем представљању грчких богова. Већина су приказани као огромни (отприлике 10—12 стопа високи) хуманоиди, који шире неморал, могу да лете и телепортују се, имају натприродне моћи и могу да мењају свој изглед и величину: могу се смањити до људске висине, променити глас, спољашњост и пол. Када су у својој правој величини, причају са ехо ефектом.
Уместо класичне одеће, која представља коју област људске културе заступају, као што је било у времена старе Грчке, у овој серији су носили јарчу одећу, више налик на ратничку. Изузеци су Хера, Деметра и Хефест.
Између две сезоне лични опис неких богова се променио. Хадова одећа је благо промењена, Персефона је „остарила” из младе девојке у одраслу богињу. Али најекстремније промене су изглед Афродите и Атине. Афродита је у првој сезони била приказана као кикотава и мршава девојчица, а у другој као одрасла богиња са штитом. Атина је промењена из плавокосе богиње у сребрном оклопу у бринету, обучену у дводелну хаљину боје крви и шлем исте боје, а имала је и златне штитнике и наруквице.
Имена већине богова су по грчкој митологији, али има изузетака, где су имена узета из римских легенди, нпр. Херакле је назван Херкул.

### Главни ликови
- Зевс — краљ богова, управник Олимпа, бог неба, грома и муње. Отац Херкула и Персеја.
- Хера — краљица богова и богиња брака и порођаја.
- Хад — бог подземља и муж Персефоне.
- Деметра — богиња жита и плодности, Персефонина мајка.
- Посејдон — бог мора, коња и земљотреса. Отац Пегаза и Тезеја.
- Хермес — гласник богова; бог путника, лопова и изума.
- Атина — богиња мудрости, заната и рата. Једна од три богиње девице.
- Ареј — бог рата, убиства и крвопролића. Због његове улоге у митологији, улога у овој серији му је ограничена.
- Аполон — бог светлости, музике, стрељаштва, поезије и заменик Хелија — бога Сунца. Артемидин брат близанац.
- Артемида — богиња лова и дивљине. Једна од три богиње девице, заменица Селене — богиње Месеца.
- Хефест — ковач богова.
- Афродита — богиња љубави и лепоте. Важила је за најлепшу богињу.
- Дионис — бог вина, тровања и напаствовања.
- Хелије — бог Сунца, касније у грчким митовима га мења Аполон.
- Ерос — бог пожуде и заљубљености, Афродитин син.
- Персефона — богиња пролећа и краљица подземља. Деметрина ћерка и Хадова жена.

### Споредни ликови
- Пан — бог шума, ловаца, пастира и рустичне музике.
- Хеба — богиња младости и носилац пехара олимпијских богова, ћерка Зевса и Хере.
- Хеката — богиња ноћи, смрти, враџбина и природних непогода. Сцилина мајка.
- Ахелој — речни бог, који се борио са Херкулом.
- Богови ветра — богови западног, источног, северног и јужног ветра.

### Титани
- Алкионеј — у овој серији је представљен као титански краљ, иако је заправо гигант, а не титан. Прави краљ гиганта је Хрон.
- Атлас — држи небо на леђима.
- Епиметеј — Прометејев брат и онај, који је донео животиње на свет. Пандорин муж.
- Прометеј — титан, који је пркосио Зевсу, тако што је дао ватру људима. Кажњен је тако што је окован за стену и орлови су му кљуцали утробу. Наком што се човечанство докаже, Зевс му опрашта и ослобађа га (у овој серији, а заправо га ослобађа Херкул).

## Хероји

### Главни ликови
- Херкул — син Зевса и смртнице Алкмене; један од Аргонаута и учесник борбе богова у рату против титана.
- Одисеј — краљ Итаке, син Лаерта и Антиклеје, муж Пенелопе; учесник Тројансог рата.
- Јасон — син јолског краља Есона; вођа Аргонаута.
- Персеј — син Зевса и смртнице Данаје, муж Андромеде; убио Медузу.
- Тезеј — син атинског краља Егеја и Етре; убио Минотаура.
- Прометеј — брат Епиметеја; украо је ватру са Олимпа и предао је људима, а за казну је прикован на Кавказ.
- Пандора — жена Епиметеја; позната по дару од богова, Пандориној кутији.
- Кастор и Полукс — браћа близанци, Ледини синови; једни од Аргонаута.
- Калај и Зет — синови Бореја, бога ветра; једни од Аргонаута
- Аталанта — борила се са фтиским краљем Пелејем; једна од Аргонаута
- Орфеј — свирач и песник; један од Аргонаута
- Дедал и Икар — отац и син, спасали се ропства на Криту, помоћу крила направљених од воска и перја.
- Андромеда — кћер етиопског краља Кефеја и Касиопеје, супруга јунака Персеја.
- Фајетон — Хелијев син.
- Кадмо и Европа — деца сидонског краља Агенора и Телефасе.
- Ерос и Психа — тајни љубавни пар.
- Дамон и Питијас — приказ идеала пријатељства у грчкој митологији.
- Белерофонт — је краљ Лакије, син коринтског краља Глаука и његове жене Еуриноме; укротио Пегаза
- Андроклеј — познат по миту човека који је укротио лава.
- Мида — фригијски краљ, познат по „дару” да све што дотактне претвори у злато.
- Јолас — Херакловог сапутник и син полубрата Ификла.
- Хирон — један од кентаура, подучавао бројне јунаке.
- Парис — син Пријама, краља Троје; учесник Тројансог рата.
- Јелена — жена краља Спарте, Менелаја, коју је отео Парис, што је био један од повода за избијање Тројансог рата.

## Списак епизода
Списак епизода Грчке митологије

## Занимљивости српске синхронизације
- Рађена је 2004. од стране Хепи ТВ
- Има само 5 глумаца
- Многим женским ликовима су дали глас мушкарци
- Гласови појединих ликова су се мењали из епизоде у епизоду

## DVD издања
Компанија Globalcall је од 2004. до 2006. издала 16 епизода на 3 DVD-а (по шест на прва два и четири на трећем), који су се продавали у Србији и Црној Гори. Касније су их Globalcall, Katex (ново име за Globalcall) и Happy Pictures издали још неколико пута.